# Molannidae
Molannidae – rodzina owadów wodnych z rzędu Trichoptera (chruściki). W Polsce występują trzy gatunki. Larwy budują charakterystyczne, przenośne domki, lekko spłaszczone, zbudowane z ziaren piasku, czasem z cząstkami detrytusu. Najpospolitszym gatunkiem jest Molanna angustata, larwy występują pospolicie w jeziorach (głównie eutroficznych i mezotroficznych), rzadziej w dużych rzekach nizinnych (odcinki lenityczne). Dużo rzadszym jest gatunek Molanna albicans (gatunek o bardziej północnym rozmieszczeniu) - można traktować go jako relikt polodowcowy. Obecnie w Polsce występuje na kilku stanowiskach na Pojezierzu Pomorskim i Pojezierzu Mazurskim, preferując jeziora lobeliowe i mezotroficzne. Trzeci gatunek - Molannodes tinctus zasiedla w stadium larwalnym niewielkie rzeki nizinne, szczególnie śródleśne. Sporadycznie spotykany jest w jeziorach.

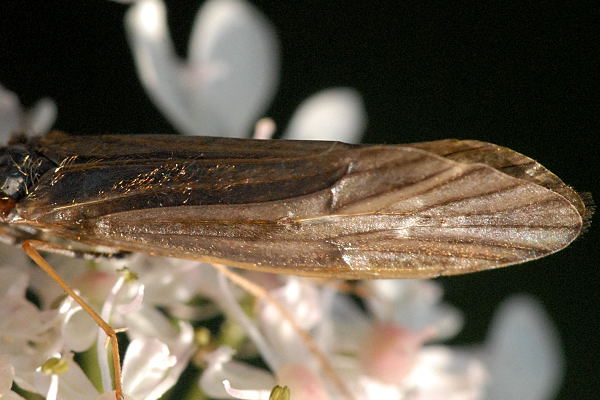
Molanna.angustata9.-.lindsey